# Cammin, Mecklenburg-Vorpommern
Cammin är en kommun och ort i Landkreis Rostock i förbundslandet Mecklenburg-Vorpommern i Tyskland.
Kommunen ingår i kommunalförbundet Amt Tessin tillsammans med kommunerna Gnewitz, Grammow, Nustrow, Selpin, Stubbendorf, Tessin, Thelkow och Zarnewanz.